# Homohadena fifia
Homohadena fifia là một loài bướm đêm trong họ Noctuidae.